# Gordon Nutt
Gordon Nutt (South Yardley - Birmingham, 8 november 1932 – Tasmanië, 26 februari 2014) was een Engels profvoetballer die als middenvelder speelde.

## Biografisch
Nutt leerde voetballen van zijn opa George Cockerill, die werkte als scout voor Birmingham City FC. Hij speelde voornamelijk op straat tegen andere kinderen en tegen muurtjes, maar kreeg van zijn grootvader te horen op welke aspecten hij moest letten. Nutt kwam voor het eerst in een georganiseerd team terecht toen hij op zijn elfde naar de Bierton Road School ging en daar een vaste keus werd in de schoolteams.
Nutts prestaties met schoolelftallen vielen in het oog van Londense scouts, die hem naar de jeugdopleiding van Arsenal FC haalden. In 1947 verkaste hij naar Coventry City FC. Daar maakte hij twee jaar later zijn debuut als betaald voetballer.
Nutt speelde mee op 1 februari 1958 tijdens de wedstrijd Arsenal - Manchester United. Het duel ging de geschiedenis vanwege de historische 4-5 uitslag, maar meer nog als de laatste wedstrijd van de 'Busby Babes', vijf dagen voor het fatale vliegtuigongeluk.
In 1962 sloot hij zijn professionele carrière af bij de Nederlandse voetbalclub PSV. 
Hij speelde er 31 wedstrijden, waarin hij vijf doelpunten maakte. Tegen MVV (2-1) en bij Ajax (4-5) scoorde hij dat seizoen de beslissende goal. Nutt werd dat jaar tweede met PSV, achter Feyenoord. Daarna ging hij naar Australië.

## Carrièreoverzicht
| Seizoen  | Club                                             | Competitie   | Wedstrijden | Doelpunten    |
| -------- | ------------------------------------------------ | ------------ | ----------- | ------------- |
| 1949-'51 | Coventry City FC                                 | 2nd Division | 76          | 11 (*'49-'54) |
| 1951-'53 | Royal Artillery National Service British Army XI | -            | -           | -             |
| 1953-'54 | Coventry City FC                                 | 2nd Division | *           | *             |
| 1954-'55 | Cardiff City FC                                  | 1st Division | 17          | 4             |
| 1955-'60 | Arsenal FC                                       | 1st Division | 49          | 10            |
| 1960-'61 | Southend United FC                               | 3rd Division | 16          | 2             |
| 1961-'62 | PSV                                              | Eredivisie   | 31          | 5             |
| 1965     | Sydney Croatia                                   |              |             |               |
| 1968-'69 | Manly United FC                                  |              |             |               |